# Velika Ligojna
Velika Ligojna je naselje v Občini Vrhnika. Leži zahodno od vasi Mala Ligojna.